# Natriumperbromat
Natriumperbromat ist eine chemische Verbindung des Natriums aus der Gruppe der Perbromate.

## Gewinnung und Darstellung
Natriumperbromat kann durch Reaktion von Natriumhydroxid mit Perbromsäure oder durch Reaktion von Natriumbromat mit Fluor und Natriumhydroxid gewonnen werden.
{\displaystyle {\ce {NaBrO3 + F2 + 2 NaOH -> NaBrO4 + 2 NaF + H2O}}}

## Eigenschaften
Das Monohydrat von Natriumperbromat besitzt eine monokline Kristallstruktur mit der Raumgruppe C2/c (Raumgruppen-Nr. 15).